# Ed Stoppard
Edmund Stoppard, född 16 september 1974 i London, är en brittisk skådespelare. Stoppard är känd för sina roller i The Pianist, Joy Division, Nanny McPhee och den magiska skrällen och Home fires. Han är son till dramatikern Tom Stoppard.

## Filmografi i urval
- 2000 – Den lille vampyren
- 2002 – The Pianist
- 2003 – In Search of the Brontës (TV-film)
- 2006 – Joy Division
- 2006 – Romerska rikets uppgång och fall (TV-serie)
- 2007 – Agatha Christie's Marple (TV-serie)
- 2007 – Kommissarie Lynley (TV-serie)
- 2008 – En förlorad värld
- 2010 – Nanny McPhee och den magiska skrällen
- 2010 - Upstairs Downstairs (TV-serie)
- 2011 - The Man Who Crossed Hitler (TV-film)
- 2011 - Britain's Greatest Codebreaker (TV-film)
- 2015–2016 – Home fires (TV-serie)
- 2016 – The Crown (TV-serie)
- 2017 - 1066: A Year to Conquer England (dramadokumentär)
- 2017 – Knightfall (TV-serie)